# Sorbus hugh-mcallisteri
Sorbus hugh-mcallisteri är en rosväxtart som beskrevs av Mikolá. Sorbus hugh-mcallisteri ingår i släktet oxlar, och familjen rosväxter. Inga underarter finns listade i Catalogue of Life.